# Fusciphantes tsurusakii
Fusciphantes tsurusakii là một loài nhện trong họ Linyphiidae.
Loài này thuộc chi Fusciphantes. Fusciphantes tsurusakii được Ihara miêu tả năm 1995.